# Gold Box
Gold Box — название серии компьютерных ролевых игр, созданных компанией SSI в 1987—1993 годах. Она выиграла лицензию на производство игр на основе системы настольных ролевых игр Advanced Dungeons & Dragons, созданной TSR, Inc. Эти игры созданы на одном движке, который позже стал известен как «Gold Box Engine». Такое название возникло оттого, что большинство игр серии продавались в коробках золотого цвета.

## История
В 1987 году президент SSI Джоэл Биллингс получил лицензию на разработку игр на основе Advanced Dungeons & Dragons (AD&D) от TSR. Это являлось результатом крупной сделки, ради победы в конкурсе на эту франшизу Биллингсу пришлось почти что заложить свою компанию. Разработка Gold Box движка и самих игр проводилась сотрудниками SSI Чаком Кроегелом и Джорджем МакДональдом. Следующие версии разрабатывали Виктор Пенман и Кен Хампфрис.
Первой игрой серии была Pool of Radiance, выпущенная в 1988 году. Затем последовали Curse of the Azure Bonds (1989), Secret of the Silver Blades (1990) и Pools of Darkness (1991). Эти игры формировали одну продолжающуюся историю, начинающуюся в некогда славном городе Флане и позже охватывающую весь регион Лунного моря, а также четыре внешних плана. Серия одноимённых романов, выпущенных TSR и копировавших сюжетную линию игр, стала бестселлером. Первые четыре игры были созданы самой компанией SSI и были наиболее продаваемыми в серии. Их успех стал причиной бурного роста компании.
Ранние игры серии выходили на Apple IIe, Apple Macintosh, Commodore 64, Amiga и IBM PC. Последующие игры серии выпускались уже только для Macintosh, Amiga и PC.
Когда SSI начала работу над движком Dark Sun в 1990 году, разработка серии Savage Frontier оказалась в руках компании Stormfront Studios. Местом действия первой Gold Box игры Stormfront, Gateway to the Savage Frontier (1991), стал город Невервинтер, географически находящийся довольно далеко от мест действия предыдущих игр. Эта игра стала четвёртой в серии Gold Box, достигшей позиции № 1 в списках продаж.
Все онлайновые ролевые игры 1980-х годов представляли собой текстовые MUD'ы. В них действия описывались в стиле игр типа Rogue или Adventure авторства Билла Кроутера. Сотрудник Stormfront Дон Даглоу разрабатывал игры для AOL уже несколько лет, его опыт вкупе с новым альянсом SSI, TSR, America On-Line и Stormfront привел к появлению Neverwinter Nights. Это была первая графическая MMORPG. Играть в неё можно было через сеть AOL с 1991 по 1997. NWN была многопользовательской реализацией Gold Box движка и оставалась самой популярной игрой на AOL в течение более чем пяти лет. Позже она уступила место таким хитам, как Ultima Online (1997) и Everquest (1999).
Движок Dark Sun должен был заменить стареющий Gold Box. Первой игрой на новом движке стала Dark Sun: Shattered Lands, выпущенная в 1992 году. К сожалению, новый движок был все ещё довольно сырым, и к моменту выпуска игры в нём содержалось ещё много багов. Положение не улучшилось и к выпуску второй игры — Dark Sun: Wake of the Ravager, выпущенной в 1994 году. Продажи игр на движке Gold Box, после долгого шестилетнего успеха, стали падать. Игры на новом движке продавались далеко не так хорошо, как ожидалось. SSI стали терпеть убытки и, наконец, были куплены Mindscape в 1994 году.
В 1993 году был выпущен специальный редактор под названием Forgotten Realms Unlimited Adventures, сокращенно FRUA. Он позволял игрокам создавать свои собственные приключения, используя версию Gold Box движка. Вокруг этого редактора сплотилось активное сообщество, которое даже разработало хаки, позволявшие улучшить графику и добавить движку возможностей. Тем не менее, интерес к серии постепенно угасал, особенно после выхода таких современных компьютерных ролевых игр, как Baldur's Gate и Neverwinter Nights.

## Возможности
Движок Gold Box имел две основные возможности. Кроме экрана создания персонажа, в игре был экран для текстовых описаний, имён и статуса партии персонажей. Также имелось окошко, которое выводило карты, а также большие или маленькие изображения персонажей или событий. Когда начинался бой, который был строго пошаговым, игра переключалась в полноэкранный боевой режим. В нём игрок мог двигать иконки персонажей, выбирать действия и заклинания и атаковать иконки обозначающие противника. Все игры этой серии отличались долгими брождениями по подземельям и концентрировались больше на битвах, чем на отыгрыше.
В сериях Gold Box была возможность переноса персонажей из одной игры в другую. Кроме того, персонажи из Pool of Radiance могли быть импортированы в Hillsfar, игру, основанную на совершенно другом движке, а потом экспортированы в Curse of the Azure Bonds.

## Список игр на движке Gold Box
- Серия Pool of Radiance, основанная на сеттинге Forgotten Realms (разрабатывалась самими SSI):
  - Pool of Radiance (1988)
  - Curse of the Azure Bonds (1989)
  - Secret of the Silver Blades (1990)
  - Pools of Darkness (1991)
  - Forgotten Realms: Unlimited Adventures (1993) — SDK движка Gold Box, выпущенный в качестве коммерческого программного продукта

- Серия Savage Frontier, основанная на сеттинге Forgotten Realms (разрабатывалась Stormfront Studios):
  - Gateway to the Savage Frontier (1991)
  - Treasures of the Savage Frontier (1992)
  - Neverwinter Nights, первая графическая MMORPG, разработана для AOL (1991)

- Серия Krynn, основанная на сеттинге Dragonlance (разрабатывалась самими SSI):
  - Champions of Krynn (1990)
  - Death Knights of Krynn (1991)
  - The Dark Queen of Krynn (1992)

- Серия Buck Rogers, основанная на фантастических произведениях о Баке Роджерсе:
  - Countdown to Doomsday (1990)
  - Matrix Cubed (1992)

Кроме того, боевой движок Gold Box использовался в Spelljammer: Pirates of Realmspace (1992).